# フォーゲット・ヒム
「フォーゲット・ヒム」 (Forget him) は、トニー・ハッチが作詞作曲した楽曲。全米4位を記録したボビー・ライデルの代表作。イギリスで録音され、編曲・指揮・制作もトニー・ハッチが担当した。

## 解説
クレジットにはマーク・アンソニーとなっているが,実はトニー・ハッチの変名でボビー・ライデルのバラード表現のうまさを堪能できる
作品。イージー・リスニング・チャートでも第3位を記録し大人にも好まれた作品。当時,イギリスでもかなりの人気をえていたライデルに目をつけたトニー・ハッチが全面でバック・アップして全英13位まで上昇した。ビートルズのポール・マッカートニーはこの曲に触発されて「シー・ラブズ・ユー」を書いたというエピソードもある。カナダも人気の高かったボビー・ライデル。この曲は3位まで上昇し,アメリカでは80位どまりだった「愛なき世界」が,カナダでは9位を記録している。

## 主要なカヴァー
- パーシー・フェイス  - （1964年）
- レターメン - （1964年）
- ゲイリー・ルイス - （1965年）